# Маноло Ескобар
Мануел Гарсия Ескобар (на испански: Manuel García Escobar), по-известен като Маноло Ескобар, е испански певец. Работил е като актьор в различни музикални филми.